# Johnstown (Pennsylvania)
Johnstown ist eine Stadt im Cambria County im US-Bundesstaat Pennsylvania. Das U.S. Census Bureau hat bei der Volkszählung 2020 eine Einwohnerzahl von 18.411 auf einer Fläche von 15,8 km² ermittelt. Sie ist Teil des Rust Belt.

## Geschichte
Johnstown wurde im Jahr 1800 von dem deutsch-schweizerischen Einwanderer Joseph Johns (geb. Josef Schantz) als Conemaugh Old Town parzelliert. Die Siedlung war zunächst als Schantzstadt bekannt, wurde aber bald zu Johnstown anglisiert. Die Gemeinde wurde am 12. Januar 1831 als Conemaugh borough gegründet, aber am 14. April 1834 in Johnstown umbenannt. Von 1834 bis 1854 war die Stadt ein Hafen und wichtiger Umschlagplatz entlang des Pennsylvania Main Line Canal. Bis 1854 wurde der Kanaltransport mit der Fertigstellung der Pennsylvania Railroad überflüssig, die nun den ganzen Staat umspannte. Mit dem Aufkommen der Eisenbahnen beschleunigte sich das Wachstum der Stadt. Johnstown wurde eine Haltestelle an der Hauptstrecke der Pennsylvania Railroad und war mit dem Streckennetz der Baltimore and Ohio Railroad-Eisenbahngesellschaft verbunden. Die Eisenbahnen ermöglichten eine groß angelegte Erschließung der Bodenschätze der Region.
Eisen, Kohle und Stahl wurden schnell zum zentralen Wirtschaftsfaktor der Stadt Johnstown. Um 1860 war die Cambria Iron Company aus Johnstown der führende Stahlproduzent in den Vereinigten Staaten und übertraf die Stahlgiganten in Pittsburgh und Cleveland. In der zweiten Hälfte des 19. Jahrhunderts wurde in Johnstown ein Großteil des in den USA verwendeten Stacheldrahts hergestellt. Im frühen 20. Jahrhundert erreichte die Bevölkerung 67.000 Menschen. Die Jahre unmittelbar nach dem Zweiten Weltkrieg bildeten den Höhepunkt in der Stahlproduktion und -verarbeitung Johnstowns. Auf ihrem Höhepunkt bot die Stahlindustrie den Johnstownern mehr als 13.000 gut bezahlte Vollzeitarbeitsplätze. Ab den 1950er Jahren erlebte Johnstown allerdings eine Deindustrialisierung und einen langsamen Niedergang, aufgrund zunehmender in- und ausländischer Konkurrenz zu seiner Stahlindustrie. Bei der Volkszählung 2010 war die Bevölkerung der Stadt auf knapp 20.000 Einwohner gefallen.
Das in einem Tal am Zusammenfluss von Little Conemaugh River und Stony Creek liegende Johnstown hat in seiner Geschichte drei große Überschwemmungen überstanden. Die Johnstown-Flut vom 31. Mai 1889 ereignete sich, nachdem ein Damm (die South-Fork-Talsperre) etwa 23 Kilometer flussaufwärts infolge starker Regenfälle brach. Mehr als 2.200 Menschen starben infolge der Überschwemmungen und eines durch sie ausgelösten Großbrandes. Ein weiteres großes Hochwasser ereignete sich im Jahr 1936; 1977 kam es zu einer dritten Flutkatastrophe in Johnstown.

## Demografie
Nach einer Schätzung von 2019 leben in Johnstown 19.195 Menschen. Die Bevölkerung teilt sich im selben Jahr auf in 75,4 % Weiße, 15,4 % Afroamerikaner, 0,2 % amerikanische Ureinwohner, 0,1 % Asiaten und 8,2 % mit zwei oder mehr Ethnizitäten. Hispanics oder Latinos aller Ethnien machten 3,4 % der Bevölkerung von Johnstown aus. Das mittlere Haushaltseinkommen lag bei 24.561 US-Dollar und die Armutsquote bei 38,4 %.
| Bevölkerungsentwicklung Bei den Daten handelt es sich um Volkszählungsergebnisse. | Bevölkerungsentwicklung Bei den Daten handelt es sich um Volkszählungsergebnisse. | Bevölkerungsentwicklung Bei den Daten handelt es sich um Volkszählungsergebnisse. | Bevölkerungsentwicklung Bei den Daten handelt es sich um Volkszählungsergebnisse. | Bevölkerungsentwicklung Bei den Daten handelt es sich um Volkszählungsergebnisse. | Bevölkerungsentwicklung Bei den Daten handelt es sich um Volkszählungsergebnisse. | Bevölkerungsentwicklung Bei den Daten handelt es sich um Volkszählungsergebnisse. | Bevölkerungsentwicklung Bei den Daten handelt es sich um Volkszählungsergebnisse. | Bevölkerungsentwicklung Bei den Daten handelt es sich um Volkszählungsergebnisse. | Bevölkerungsentwicklung Bei den Daten handelt es sich um Volkszählungsergebnisse. | Bevölkerungsentwicklung Bei den Daten handelt es sich um Volkszählungsergebnisse. | Bevölkerungsentwicklung Bei den Daten handelt es sich um Volkszählungsergebnisse. | Bevölkerungsentwicklung Bei den Daten handelt es sich um Volkszählungsergebnisse. | Bevölkerungsentwicklung Bei den Daten handelt es sich um Volkszählungsergebnisse. |  |
| --------------------------------------------------------------------------------- | --------------------------------------------------------------------------------- | --------------------------------------------------------------------------------- | --------------------------------------------------------------------------------- | --------------------------------------------------------------------------------- | --------------------------------------------------------------------------------- | --------------------------------------------------------------------------------- | --------------------------------------------------------------------------------- | --------------------------------------------------------------------------------- | --------------------------------------------------------------------------------- | --------------------------------------------------------------------------------- | --------------------------------------------------------------------------------- | --------------------------------------------------------------------------------- | --------------------------------------------------------------------------------- |  |
| Jahr                                                                              | 1900                                                                              | 1910                                                                              | 1920                                                                              | 1930                                                                              | 1940                                                                              | 1950                                                                              | 1960                                                                              | 1970                                                                              | 1980                                                                              | 1990                                                                              | 2000                                                                              | 2010                                                                              | 2020                                                                              |  |
| Einwohner                                                                         | 35.936                                                                            | 55.482                                                                            | 67.327                                                                            | 66.993                                                                            | 66.668                                                                            | 63.232                                                                            | 53.949                                                                            | 42.476                                                                            | 35.496                                                                            | 28.134                                                                            | 23.906                                                                            | 20.978                                                                            | 18.411                                                                            |  |

## Wirtschaft
Ein Rückgang der Stahlproduktion reduzierte auch den Kohleabbau in Pennsylvania, der für die Wirtschaft von Johnstown wichtig war. 1982 sagte der dienstälteste Bürgermeister von Johnstown, Herbert Pfuhl Jr., dass die Einnahmen der Stadt infolge des Rückgangs um etwa 35 Prozent gesunken seien.
Später erholte sich die Wirtschaft von Johnstown etwas, vor allem dank des Gesundheitswesens und der Produktion von High-Tech Rüstungsgütern.

## Söhne und Töchter der Stadt
- Charles Augustus C. Lasar (1856–1936), US-amerikanisch-französischer Maler und Kunstlehrer
- John Marshall Rose (1856–1923), Politiker
- Charles T. Menoher (1862–1930), General
- Terry McGovern (1880–1918), Boxer
- Charles Wakefield Cadman (1881–1946), Komponist
- Frank Benford (1883–1948), Physiker
- Joe O’Donnell (1922–2007), Fotograf
- Steve Ditko (1927–2018), Comiczeichner
- Carroll Baker (* 1931), Schauspielerin
- Tim Kazurinsky (* 1950), Schauspieler
- Mark Singel (* 1953), Politiker
- Kevin McCutcheon (1955–2021), Pianist und Dirigent
- Alex Azar (* 1967), Unternehmer und Politiker
- Natalia Livingston (* 1976), Schauspielerin, Kurz- und Dokumentarfilmproduzentin
- Ethan Dabbs (* 1999), Speerwerfer